# Kilcreggan
Kilcreggan är en ort i Storbritannien.   Den ligger i kommunen Argyll and Bute och riksdelen Skottland, i den nordvästra delen av landet, 600 km nordväst om huvudstaden London. Kilcreggan ligger 13 meter över havet och antalet invånare är 1 343.
Terrängen runt Kilcreggan är lite kuperad. Havet är nära Kilcreggan åt sydväst. Runt Kilcreggan är det tätbefolkat, med 849 invånare per kvadratkilometer. Närmaste större samhälle är Greenock, 5,5 km sydost om Kilcreggan. 